# 沃罗诺沃农村居民点
沃罗诺沃农村居民点（俄语：Вороновское сельское поселение）是俄罗斯联邦布良斯克州罗格涅季诺区所属的一个农村居民点。其下辖有17个居民点，行政中心为沃罗诺沃。据2015年统计，该农村居民点的人口为877人。